# عبد العزيز بن حملات
 عبد العزيز بن حملات  (1974 الجزائر) هو لاعب كرة قدم جزائري.

## مسيرته الكروية
لعب عبد العزيز بن حملات خلال مسيرته الاحترافية مع 4 أندية في ستة عشر موسمًا ولم يسجل خلالها أي هدف ضمن 23 مباراة. حيث فاز في موسمين بالكأس وفي موسم واحد بالدوري.
خاض عبد العزيز بن حملات مسيرته مع نادي رائد القبة في موسم 1990–91 لمدة موسم واحد، لم يشارك في أي مباراة ولم يسجل أي هدف. ثم انتقل إلى نادي شبيبة القبائل في موسم 1991–92 في المرة الأولى ليلعب معه اثنا عشر موسمًا ثم في موسم 2004–05 لمدة موسم واحد، حيث شارك طوالها في 11 مباراة ولم يسجل أي هدف أيضًا. لينتقل بعدها إلى نادي مولودية الجزائر في موسم 2003–04 لمدة موسم واحد، مشاركًا في 12 مباراة ولم يسجل أي هدف أيضًا. ثم انتقل إلى نادي نصر حسين داي في موسم 2005–06 لمدة موسم واحد، لم يشارك في أي مباراة ولم يسجل أي هدف أيضًا.

## روابط خارجية
- عبد العزيز بن حملات على موقع قاعدة بيانات كرة القدم.إي يو (الإنجليزية)
- عبد العزيز بن حملات على موقع ناشيونال فوتبول تيمز (الإنجليزية)